# Психично разстройство
Психичните разстройства, наричани също умствени разстройства, умствени заболявания и психични заболявания, са поведенчески или умствени състояния, които предизвикват съществени страдания и непълноценност на функционирането на личността. Тези състояния може да са трайни, периодично повтарящи се или еднократни. Известни са множество такива разстройства със силно различаващи се признаци и симптоми. Психичните разстройства са един от аспектите на психичното здраве.
Причините за психическите разстройства често са неясни, като теориите за тях включват наблюдения от различни научни области. Те обикновено се дефинират от съчетание на това как човек се държи, чувства, възприема или мисли. Те може да се свързват с определени зони или функции на мозъка и често зависят и от социалния контекст. В биологическата психиатрия психичните заболявания се разглеждат като разстройства на мозъчните вериги, вероятно дължащи се на сложно взаимодействие между генетични фактори и личен опит. Културните и религиозни вярвания, както и социалните норми, трябва да се отчитат при поставянето на диагноза.
Лечението на психичните разстройства най-често се извършва в психиатрични болници, а диагностицирането – от психиатри или клинични психолози въз основа на различни методи, като психометрични тестове, често базирани на наблюдения и задаване на въпроси. Психотерапията и психиатричните лекарства са двата основни метода за третиране на психичните заболявания. Други средства са промени в начина на живот, социална намеса и самопомощ. В някои случаи, обикновено определени в законодателството, е възможно и принудително задържане и лечение на пациентите. Превенцията дава резултати при някои заболявания, най-вече при депресията. Социалната стигматизация и дискриминация могат да усилят страданията и недееспособността, свързани с психичните разстройства, поради което обществени движения се опитват да засилят разбирането към тях.
Сред най-честите психични разстройства са депресията, която засяга около 264 милиона души, биполярното разстройство – 45 милиона души, деменцията – 50 милиона души и шизофренията и другите психози, от които страдат около 20 милиона души по света. Разстройствата на развитието включват интелектуалната недостатъчност и генерализираните разстройства на развитието, които обикновено възникват в ранна възраст.

## Дефиниция
Дефиницията и класификацията на психичните разстройства са от ключово значение както за медицинските изследвания и за лечението, така и за хората, които могат да бъдат диагностицирани с тях. За да се определи като разстройство дадено умствено състояние, по принцип то трябва да предизвиква дисфункция. Повечето международни клинични документи използват термина умствено „разстройство“, макар че „заболяване“ също е често срещан. Отбелязва се, че използването на термина „умствен“ не означава непременно разграничаване от мозъка или тялото.
Съгласно наръчника DSM-IV, умствено разстройство е психологически синдром или модел, който е свързан със страдание (например, чрез болезнен симптом), неспособност (увреждане на една или повече важни функционални области), увеличен риск от смърт или който предизвиква значителна загуба на автономност, като в същото време се изключват нормални реакции, като скръб при загуба на близък, както и девиантно поведение по политически, религиозни или обществени причини (непроизтичащо от дисфункция на индивида). Дефиницията на DSM-IV съдържа редица уговорки, според които, както при много медицински термини, за „умствено разстройство“ „няма консистентна оперативна дефиниция, която да обхваща всички ситуации“. Документът отбелязва също, че при медицинските дефиниции могат да се използват различни нива на абстрактност по отношение на патология, симптомология, отклонение от нормалния диапазон или етиология, като това е вярно и за умствените разстройства, така че при различни обстоятелства да са подходящи различни дефиниции.
През 2013 година Американската психиатрична асоциация предефинира умствените разстройства в DSM-V като „синдром, характеризиран чрез клинически значимо смущение в познавателната способност, регулирането на емоциите или поведението на индивида, отразяващо дисфункция в психологическите, биологичните или свързаните с развитието процеси в основата на умственото функциониране“. Окончателната чернова на МКД-11 съдържа подобна дефиниция.
Наименованията „умствен срив“ и „нервен срив“ се използват разговорно като синоними на психично разстройство. Тези два термина нямат формална дефиниция в медицинските диагностични системи, като DSM-V или МКД-11, и почти не се използват в научната литература за умствените заболявания. Въпреки това с „нервен срив“ обикновено се обозначава специфично остро ограничено във времето реактивно разстройство, включващо симптоми като тревожност или депресия, обикновено предизвикано от външни стресори. Много здравни експерти наричат нервните сривове „кризи на умственото здраве“.
В научната литература за обхвата на психичните разстройства се очертават две крайни тези – според едната те са изцяло резултат от качествени преценки (включително за това, какво се приема за нормално), докато според другата умствените разстройства могат да бъдат дефинирани изцяло обективно (включително въз основа на статистически норми). Разпространен хибриден възглед е, че концепцията за психично разстройство е обективна, дори само като „размит прототип“, който не може да бъде прецизно дефиниран, или, обратно, че понятието винаги вкрючва смесица от научни факти и субективни преценки.

## Класификации
В съвременната наука и практика се налагат две главни международни системи за класификация на психичните разстройства – Международната класификация на болестите (МКБ) и Ръководството за диагностика и статистика на психичните разстройства. Двете системи целенасочено унифицират своите кодове в по-новите си ревизии, макар че остават и значителни различия между тях. По принцип психичните разстройства се класифицират отделно от неврологичните разстройства, обучителните трудности и интелектуалната недостатъчност.
В някои страни се използват и други категоризационни схеми, като Китайската класификация на психичните разстройства.
Категоризационните системи, като DSM и МКБ, са критикувани заради заложения в тях модел на причинност, както и заради възгледа на някои учени, че фокусът на изследванията трябва да бъде върху предизвикващите разстройството скрити различия в мозъчната дейност, които могат да предшестват симптомите с години. Психичните разстройства в тези категоризационни системи са представени наред с другите болести, но валидирането им става по начин, различен от повечето медицински диагнози. Според някои невролози класификациите биха били надеждни и валидни, само ако се основават на невробиологични състояния, а не на клинични интервюта, докато според други те трябва по-добре да отразяват различните идеологически и практически перспективи.
Алтернативен подход на дефинирането на ясно разграничени категории от разстройства чрез дихотомични симптомни профили са дименсионните модели, използвани от системи като Психодинамичен диагностичен наръчник. Спектралният подход съчетава елементи на категоризационните и дименсионните системи.

### Категории психични разстройства
Класификационните системи DSM-V и МКБ-11 класифицират психичните разстройства в сходни категории. Основните групи, съгласно МКБ-11 са:
Разстройства на невроразвитието
Нарушения в развитието, свързани със значителни трудности при придобиването и изпълнението на определени интелектуални, двигателни, езикови и социални функции. Включват разстройство на интелектуалното развитие, разстройство на говорното и езиковото развитие, аутизъм, обучителни трудности, разстройство на развитието на двигателната координация, дефицит на вниманието и хиперактивност, стереотипно разстройство на движението.
Шизофрения и други основни психотични разстройства
Разстройства, характеризирани от значително нарушаване на осъзнаването на реалността и тежки изменения в поведението, включващи постоянни делюзии и халюцинации, дезорганизирано мислене и поведение и други. Включват шизофрения, шизоафективно разстройство, шизотипно разстройство, психотично разстройство, делюзионно разстройство.
Кататония
Разстройство на психомоторните функции, характеризиращо се с едновременна проява на няколко симптома, като ступор, каталепсия, восъчна гъвкавост, мутизъм и други.
Разстройства на настроението
Свързани са с епизоди на крайно настроение – депресия, мания, хипомания или смесени, – нарушаващо нормалното функциониране. Категорията включва биполярното и депресивното разстройство.
Тревожни или страхови разстройства
Характеризират се с страх или тревога, достигащи до степен да разстройват нормалното функциониране, като те могат да се предизвикват от специфични за конкретното разстройство стимули или ситуации. Включват генерализирано тревожно разстройство, паническо разстройство, агорафобия, специфични фобии, социално тревожно разстройство, разстройство с тревога от раздяла, селективен мутизъм.
Обсесивно-компулсивно и свързани разстройства
Свързани са с повтарящи се мисли и действия, като централно място заемат познавателни явления, като обсесии, натрапчиви мисли и прекалена загриженост. Включват обсесивно-компулсивно разстройство, телесно дисморфично разстройство, обонятелно разстройство, хипохондрия, патологично събирателство, фокусирано върху тялото разстройство на повтарящото се поведение.
Разстройства, пряко свързани със стрес
Характеризират се с непосредствена връзка с излагане на стресиращо или травматично събитие или поредица от събития. Включват посттравматично стресово разстройство, комплексно посттравматично стресово разстройство, продължително скръбно разстройство, приспособително разстройство, реактивно разстройство на привързаността, дезинфиксирано разстройство на социалната ангажираност.
Дисоциативни разстройства
Характеризират се с неволно частично или пълно прекъсване в нормалната интегралност на една или повече от функциите на идентичност, усещания, възприятия, афект, мисли, спомени, контрол на телесните движения или поведение. Включват дисоциативно разстройство с неврологични симптоми, дисоциативна амнезия, трансово разстройство, дисоциативно разстройство на идентичността, частично дисоциативно разстройство на идентичността, дереализационно разстройство.
Хранителни разстройства
Включват абнормално поведение по отношение на храненето, което не се дължи на други здравословни проблеми или на причини от културен характер. Включва анорексия нервоза, булимия нервоза, психогенно преяждане, селективно хранително разстройство, синдром на пика, синдром на циклично повръщане.
Елиминационни разстройства
Характеризират се с многократно уриниране или дефекация на неподходящи места. Включват енуреза и енкопреза.
Разстройства на телесното преживяване
Характеризират се с нарушения в усещането за собственото тяло. Включват разстройство на телесното страдание и дисфория на телесния интегритет.
Разстройства от употреба на вещества
Обхващат употреба на вредни вещества, зависимост от тях и предизвикани от тях разстройства, като интоксикация, абстиненция и други. Включват разстройства от употреба на алкохол, марихуана, синтетични канабиноиди, опиоиди, седативи, сънотворни, анксиолитици, кокаин, стимуланти (амфетамини, метамфтемини, меткатинони и други), синтетични катинони, кофеин, халюциногени, никотин, летливи инхаланти, MDMA, дисоциативни анестетици (кетамин, фенциклидин и други).
Разстройства от адиктивно поведение
Характеризират се със страдание или нарушаване на функционирането на личността в резултат на повтарящо се възнаграждаващо поведение, несвързано с използването на създаващи зависимост вещества. Включват хазартна зависимост и игрова зависимост.
Разстройства на импулсния контрол
Свързани са с повтаряща се невъзможност за предотвратяване на импулсивни действия, възнаграждаващи за личността, поне краткосрочно, но с дългосрочно негативно въздействие. Включват пиромания, клептомания, компулсивно разстройство на сексуалното поведение, преходно експлозивно разстройство.
Разрушително поведение и дисоциални разстройства
Характеризират се с трайни проблеми в поведението, вариращи от постоянно предизвикателно, провокативно или злонамерено отношение до постоянно нарушаване на основни социални и правни норми. Включват опозиционно предизвикателно разстройство и дисоциално разстройство на личността.
Личностни разстройства
Включват прекомерно развитие на някои характеристики на личността, който водят до проблеми в идентичността, самооценката, способността за поддържане на отношения с други хора и други.
Парафилни разстройства
Характеризират се с устойчиви и интензивни прояви на атипична полова възбуда, предизвиквана от обекти или ситуации, нарушаващи основни социални и правни норми. Включват ексхибиционистично разстройство, воайористично разстройство, педофилно разстройство, насилствено сексуално садистично разстройство, фротеристично разстройство.
Фиктивни разстройства
Включват умишлено симулиране, фалшифициране, предизвикване или утежняване на медицински, психологически или поведенчески признаци и симптоми върху самия пациент или върху друг човек, най-често зависимо от него дете.
Неврокогнитивни разстройства
Характеризират се клиничен дефицит в познавателната функция, който е придобит, а не резултат от проблеми в развитието. Включват делириум, леко неврокогнитивно разстройство, амнестично разстройство, деменция (в резултат на болест на Алцхаймер, мозъчно-съдова болест, болест с телца на Леви, употреба на психоактивни вещества, фронтотемпорална деменция).
Психични или поведенчески разстройства, свързани с бременност, раждане или следродилен период
Включват синдроми, свързани с бременност или следродилен период, предизвикващи значителни психически и поведенчески проблеми.

### Дименсионни модели
Високата степен на коморбидност на психичните разстройства в категоризационните модели като DSM и МКБ са причина за създаването от някои изследователи на дименсионните модели. Изследванията на коморбидността между разстройствата показват два латентни фактора (дименсии) в структурата на психичните разстройства, за които се смята, че може би отразяват етиологични процеси. Чрез тези две дименсии се разграничават интернализиращите разстройства, като симптомите на тревожност или свързаните с настроението, и екстернализиращите разстройства, като поведенческите симптоми или злоупотребата с вещества. Биологичните свидетелства също подкрепят валидността на такава структура на интернализация-екстернелизация при психичните разстройства, като изследванията на близнаци и осиновявания говорят в полза на наследствените фактори при интернализиращите и екстернализиращи разстройства.
Емпиричните данни подкрепят съществуването на отделен общ фактор на психопатология, подобен на фактора на общ интелект в психометрията. Моделът на този p-фактор включва разграничението между интернализация и екстернализация, но добавя и трета дименсия за мисловните разстройства, като шизофрения.